# Ехуд Барак
Ехуд Барак (хебр. אהוד ברק; Мишмар Хашарон, 12. фебруар 1942) је био 10. премијер Израела од 1999. до 2001. Тренутно је министар одбране Израела и потпредседник у влади Бенјамина Нетанјахуа.

## Биографија
Барак се придружио Израелским одбрамбеним снагама 1959. и служио је 35 година, поставши генерал-пуковник, што је највиши чин у Израелској војсци. Барак је добио „Медаљу за истицање у служби“ и четири друга признања за храброст и операционе вештине. За то време, дипломирао је на Хебрејском универзитету у Јерусалиму и на Станфорду у Пало Алту, Калифорнија, САД.
Јуна 1976. Барак је водио операцију обезбеђења и ослобођења израелских путника на отетом авиону на аеродрому у Ентебеу у Уганди.
У политици, служио је као министар унутрашњих послова (1995) и као министар спољних послова (1995—1996). Изабран је у Кнесет 1996. године, где је служио као члан комитета за спољне послове и одбрану. 1996. Барак постаје вођа Лабуристичке странке.
Ехуд Барак је изабран за премијера Израела 17. маја, 1999. а окончао је мандат 7. марта, 2001. након што је изгубио од Аријела Шарона у ванредним фебруарским изборима за премијера.
Бараков мандат премијера је имао неколико приметних догађаја, од којих је већина контроверзна:
- Формирање коалиције са Хареди (Haredi) партијом Шас, пошто је Барак обећао да ће укинути „корупцију“ спонзорисану од стране религијских партије.
- Мерец мапушта коалицију после неуспелог договора о овлашћењима датим шасовом заменику министра у министарству образовања.
- Повлачење из јужног Либана.
- Киднаповање тројице израелских војника од стране Хезболаха.
- Мировни преговори са Сиријом.
- Самит у Кемп Дејвиду 2000. који је требало да разреши израелско-палестински сукоб али је на крају пропао. Барак и амерички председник, Бил Клинтон су за то окривили Јасера Арафата. Барак је тврдио да је разоткрио „Арафатове праве намере“. Касније је лево крило израелских политичара окривило Барака да је убио израелски мировни покрет, представљајући Арафата човеком који „одбија мир“.
- Ерупција ел Акса интифаде.
- Убиство 13 израелских Арапа од стране полиције и једног израелског Јевреја од стране арапске руље у немирима у октобру 2000.